# Crkva sv. Josipa u Kninu
Crkva Sv. Josipa katolička je crkva u Kninu, u Ulici kralja Zvonimira 85. U njoj se povremeno služe svete mise.

## Povijest
Još u 18. st. spominje se crkva sv. Josipa (obitelji Šimić). U njoj se skupljala Bratovština dobre smrti (sv. Josip zaštitnik je dobre odnosno sretne smrti). Stara spomenički vrijedna crkva, zbog nebrige i zapuštenosti, urušila se prvi put 1894., ali je 1912. godine bila ponovno sagrađena te je otada više puta bila obnavljana. Nakon II. svjetskog rata, mise su se u njoj slavile sve do kraja šezdesetih godina 20. stoljeća, kada je obnovljena obližnja crkva Sv. Ante Padovanskoga. U velikosrpskoj okupaciji Knina u Domovinskome ratu unutrašnjost crkve bila je devastirana, uništen je mramorni oltar sv. Josipa, a ukradena su i dva zvona.

## Galerija
- Crkva
- Inskripcija (posveta) ispod oltara
- Prezbiterij (oltar)
- Brod crkve
- Brod crkve s oltara
- Galerija

## Vanjske poveznice
|  | Zajednički poslužitelj ima još gradiva o temi Crkva sv. Josipa u Kninu |